# Linea Keihan Keishin
La  Linea Keihan Keishin (京阪京津線?, Keihan Keishin-sen) è un sistema treno-tram delle Ferrovie Keihan che connette la stazione di Misasagi della metropolitana di Kyoto con la stazione di Hamaōtsu della città di Ōtsu in Giappone. La particolarità di questa linea sta nel fatto che i convogli percorrono un tratto nella metropolitana di Kyoto, uno come ferrovia suburbana e uno come tranvia.

## Servizi
Ad eccetto dei collegamenti limitati fra Shinomiya e Hamaōtsu la mattina presto e la sera tardi, tutti i treni della linea continuano sulla linea Tōzai della metropolitana di Kyoto fino alla stazione di Kyoto Shiyakusho-mae o di Uzumasa Tenjingawa. Durante le ore di morbida sulla linea circolano 4 treni all'ora.

## Stazioni
| Stazione         | Giapponese | Dist. interst. | Dist. totale | Collegamenti                                                       | Posizione           |
| ---------------- | ---------- | -------------- | ------------ | ------------------------------------------------------------------ | ------------------- |
| Misasagi         | 御陵       | -              | 0,0          | Linea Tōzai                                                        | Yamashina-ku, Kyoto |
| Keihan-Yamashina | 京阪山科   | 1,5            | 1,5          | Linea Tōzai Linea principale Tōkaidō (Linea JR Biwako) Linea Kosei | Yamashina-ku, Kyoto |
| Shinomiya        | 四宮       | 0,6            | 2,1          |                                                                    | Yamashina-ku, Kyoto |
| Oiwake           | 追分       | 1,3            | 3,4          |                                                                    | Ōtsu, Shiga         |
| Ōtani            | 大谷       | 1,6            | 5,0          |                                                                    | Ōtsu, Shiga         |
| Kamisakaemachi   | 上栄町     | 1,7            | 6,7          |                                                                    | Ōtsu, Shiga         |
| Hamaōtsu         | 浜大津     | 0,8            | 7,5          | Linea Keihan Ishiyama Sakamoto                                     | Ōtsu, Shiga         |

## Materiale rotabile
Sulla linea circolano i treni della serie 800 a 4 casse.